# Polarium
Polarium – komputerowa gra logiczna stworzona przez firmę Mitchell Corporation i wydana przez Nintendo na przenośną konsolę Nintendo DS. Rozgrywka polega na usunięciu z planszy wszystkich klocków. Klocki występują w dwóch kolorach (czarnym i białym), a usuwa się je całymi rzędami. Rząd klocków znika, gdy cały ma ten sam kolor. Zmiana koloru na przeciwny ma miejsce po przeprowadzeniu przez niego stylusem specjalnej trasy zmieniającej wszystkie klocki, przez które ona przebiega, na klocki o przeciwnym kolorze. Gra posiada tryby: Puzzle i Challenge oraz Multiplayer dla dwóch graczy.
Kolejna część gry nosi nazwę Polarium Advance i wydana została na konsolę przenośną Game Boy Advance.